# Cornucopina rotundata
Cornucopina rotundata är en mossdjursart. Cornucopina rotundata ingår i släktet Cornucopina och familjen Bugulidae. Inga underarter finns listade i Catalogue of Life.